# Coelorinchus geronimo
Coelorinchus geronimo és una espècie de peix de la família dels macrúrids i de l'ordre dels gadiformes.

## Morfologia
- Els mascles poden assolir 26,5 cm de llargària total.[5][6]

## Hàbitat
És un peix d'aigües profundes que viu entre 200-510 m de fondària.

## Distribució geogràfica
Es troba al golf de Guinea i des de Nigèria fins a Angola.